# 棱鼻树蛙属
棱鼻树蛙属（学名：Nasutixalus）是无尾目树蛙科的一属动物，目前已知三种。
本种是2016年中国大陆研究人员以墨脱棱鼻树蛙（Nasutixalus medogensis）为模式种创立的新属，主要特征是鼻棱发达呈管状。同年印度研究人员根据杰氏泛树蛙（Polypedates jerdonii）发表新属弗树蛙属（Frankixalus），经过分子和形态比较，与棱鼻树蛙属是同一个属，因棱鼻树蛙属发表时间更早，故认定弗树蛙属为本属的次订同物异名。

## 下属物种
本属包括以下物种：
- 印度棱鼻树蛙 Nasutixalus jerdonii (Günther, 1876)[6]
- 墨脱棱鼻树蛙 Nasutixalus medogensis Jiang, Wang, Yan & Che, 2016[7]
- 盈江棱鼻树蛙 Nasutixalus yingjiangensis Yang & Chan, 2018